# Upogebia quddusiae
Upogebia quddusiae is een tienpotigensoort uit de familie van de Upogebiidae. De wetenschappelijke naam van de soort is voor het eerst geldig gepubliceerd in 1978 door Tirmizi & Ghani.